# Демонстрационный проезд
Демонстрационный проезд — улица в Московском районе Санкт-Петербурга. Соединяет улицы Гастелло и Алтайскую параллельно Московскому проспекту. Протяжённость — 990 м.

## Здания и сооружения

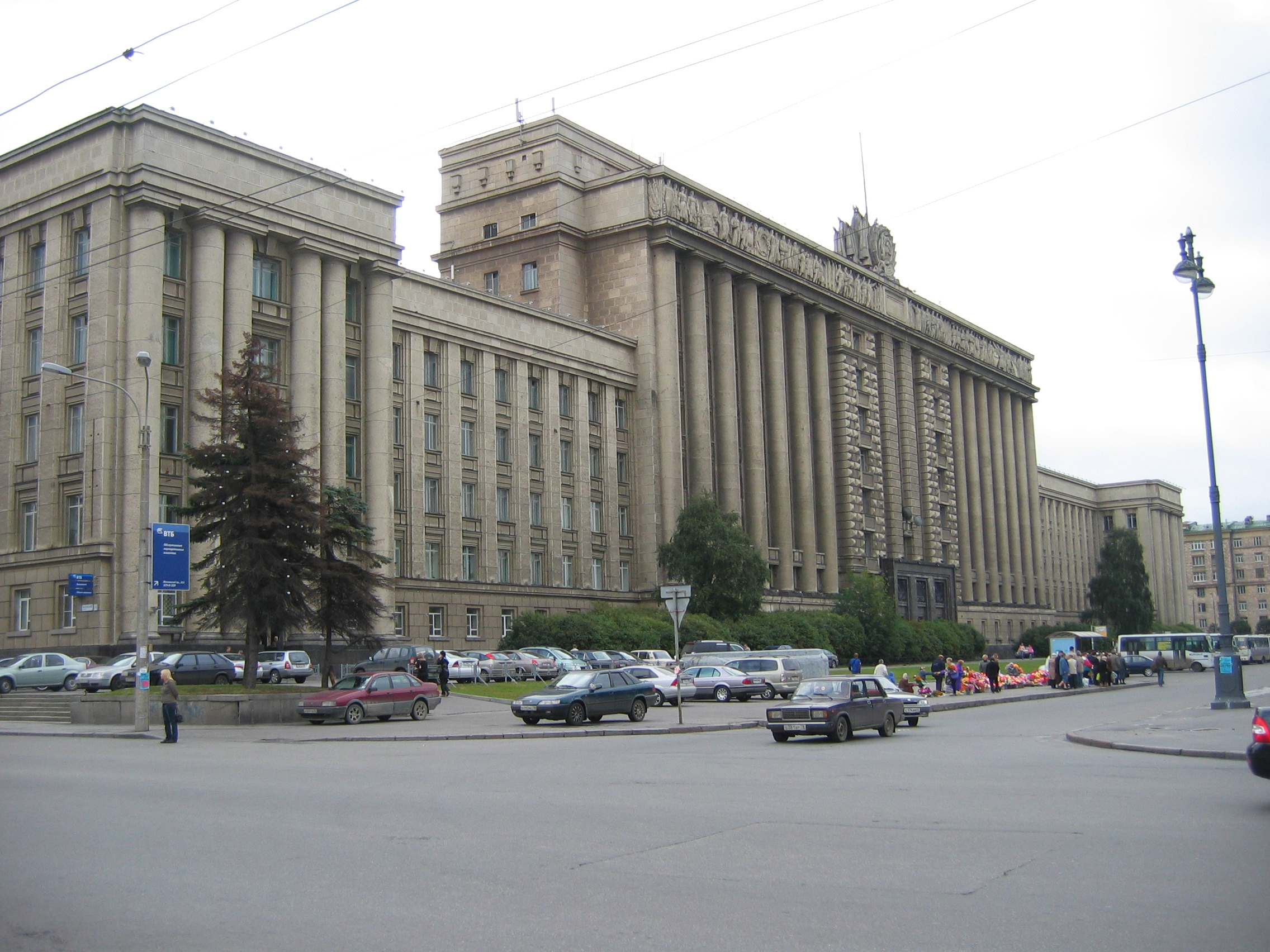
Дом Советов (2005 год)

- Межотраслевой институт подготовки кадров и информации
- Дом Советов на Московской площади

## Транспорт

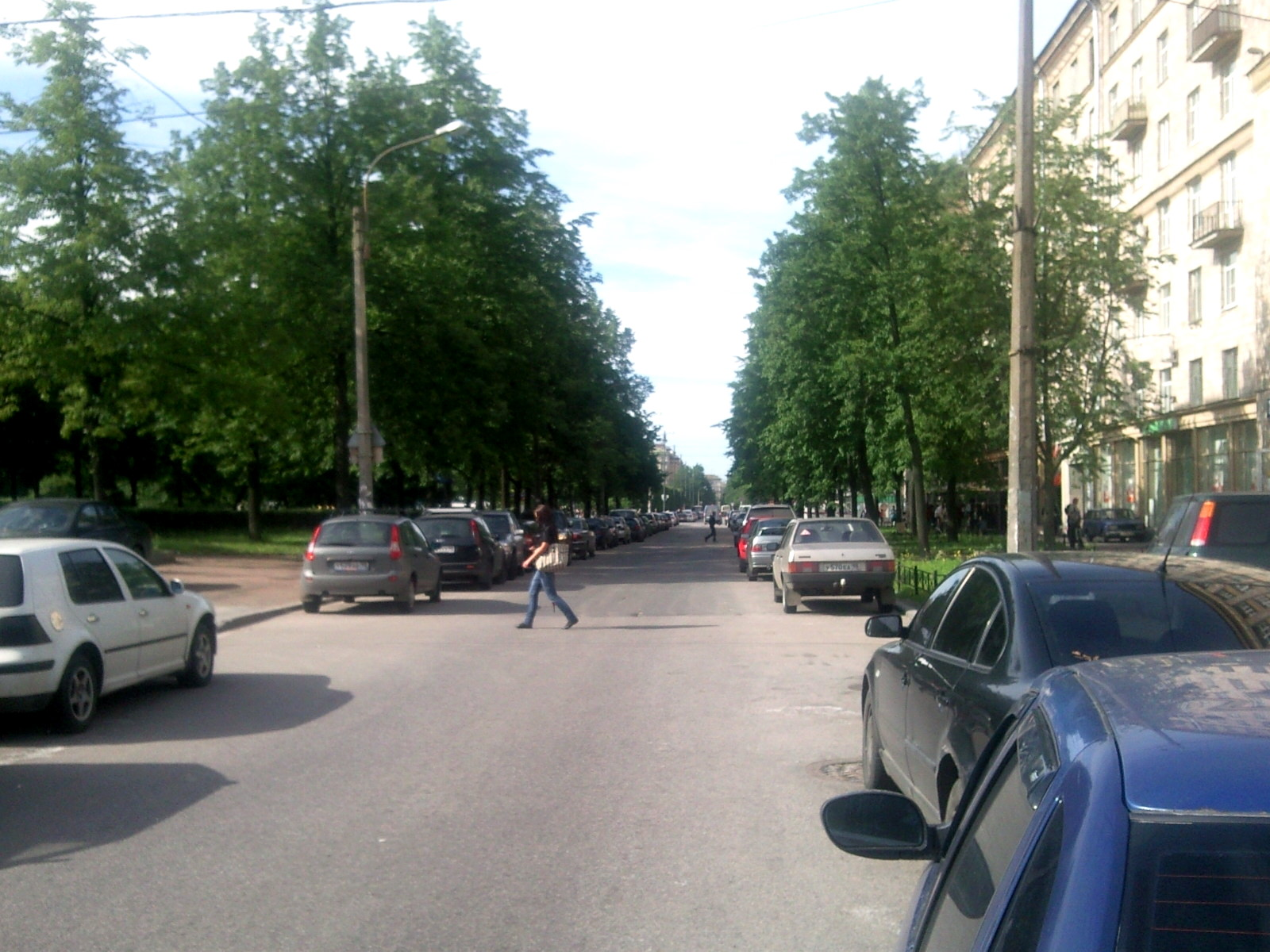
Вид с Алтайской улицы

- Метро: Московская (140 м)
- Автобусы: № 90[1]
- Маршрутные такси: № 18[2], 18А[3], 100[4], 545
- Ж/д платформы: Ленинский проспект (2 км), Проспект Славы (2,2 км)
- На углу Демонстрационного проезда и улицы Типанова (в обе стороны) располагаются остановки общественного транспорта «станция метро Московская», которые обслуживают более двух десятков автобусных маршрутов.

## Пересечения
С севера на юг:
- улица Гастелло
- Авиационная улица
- улица Типанова
- Алтайская улица